# White power skinhead
Los white power skinheads son cabezas rapadas partidarios de la supremacía blanca, el orgullo blanco y el antisemitismo. Muchos de ellos están afiliados con organizaciones nacionalistas blancas. En los Estados Unidos, la mayoría de los grupos del poder blanco (White power), están organizados en cualquier parte del estado, condado, ciudad o barrio. La Nación Hammerskin (HSN) es una de las pocas excepciones, debido a su presencia internacional.

## Historia
La subcultura skinhead se originó a finales de los sesenta y tuvo una fuerte influencia el británico mod y el jamaicano rude boy - incluyendo un reconocimiento para los géneros de música afroamericana, ska, música soul y  los inicios del reggae. La identidad de los skinheads en los sesenta no estaba basada en el poder blanco ni en el neo-fascismo, pero algunos skinheads (incluyendo skinheads negros) se habían comprometido en "gay-bashing, es decir, acoso escolar homofóbico", acoso a los hippies y/o "Paki bashing" (violencia contra pakistaníes y otros inmigrantes asiáticos).
La mayor parte de la escena original skinhead había desaparecido hacia 1972, pero se dio un tardío resurgimiento a finales de los 70, que emergió en parte como reacción violenta contra la comercialización del punk rock. Este resurgimiento coincidió con el desarrollo de otros géneros musicales, el 2 Tone y Oi!. Este tardío resurgimiento de finales de los 70 incluyó en Gran Bretaña una considerable facción nacionalista blanca, implicando organizaciones como el Frente Nacional, Movimiento británico, RAC (Rock Contra el Comunismo) y — a finales de los 80 — Sangre y Honor. Debido a esto, los principales medios de comunicación empezaron a etiquetar a todo el movimiento skinhead con la ideología neonazi.
La facción racista de la subcultura skinhead se extendió finalmente a América del Norte, Europa y otras áreas del mundo. Surgieron algunos grupos, como los Hammerskins, cabezas rapadas defensores del poder blanco. Asimismo, fue aceptada la participación de los cabezas rapadas racistas en algunas organizaciones como el Movimiento de la Creatividad de Ben Klassen, la Resistencia Aria Blanca, y el Ku Klux Klan (KKK). En 1988, había aproximadamente 2.000 skinheads neonazis en los Estados Unidos.
En 1995, los skinheads neonazis Malcolm Wright Jr. Y James N.Burmeister, fueron acusados del asesinato de una pareja afroamericana en Carolina del Norte. Wright y Burmeister formaban parte del Ejército de los Estados Unidos, y de la 82.ª División Aerotransportada con base en Fort Bragg. Ambos fueron arrestados en un parque de caravanas, donde la policía encontró una pistola semiautomática de 9 milímetros, una bandera nacional-socialista y panfletos de supremacía blanca. Ambos fueron sentenciados a cadena perpetua en prisión.
Según un informe de 2007 redactado por la  Liga antidifamación, grupos como White power skinheads, neonazis, y el Ku Klux Klan han ido creciendo más activamente en los Estados Unidos, con una especial atención oponiéndose a la inmigración ilegal.

## Estilo y ropa

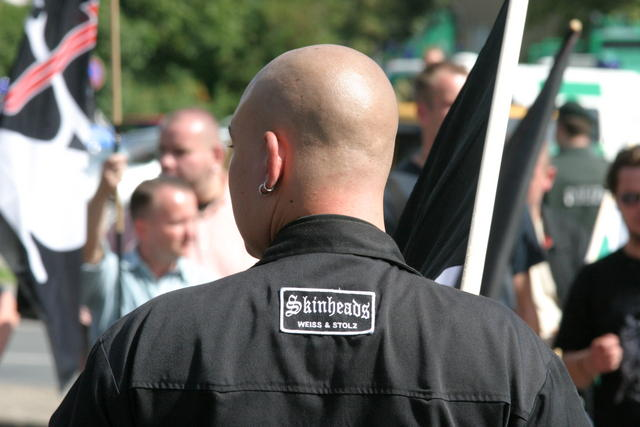
Un ejemplo de skinhead neonazi.

Skinheads de todos los tipos son conocidos por llevar Dr. Martens o botas de estilo combate, bombers, pantalones vaqueros y tirantes. Algunos miembros de los White power skinhead llevan placas, cadenas o anillos que representan emblemas del poder Nazi o blanco. Muchos punkis y skinheads influidos por el Oi! visten de modo parecido a los miembros de White power skinhead, excluyendo los símbolos racistas o neonazis.
En contraste con los 60-estilo mod-influido por los Troyano skinheads, los White power skinhead suelen tener botas más altas y gastadas, camisetas en lugar de camisas, y pantalones del ejército o pantalones vaqueros en lugar de pantalones Sta-Prest o trajes. Normalmente llevan su pelo más corto que el estilo skinhead de los 60 — a menudo rapado al 0 — ellos a veces se afeitan la cabeza completamente con una navaja. White power skinhead generalmente suelen tener más tatuajes que los skinheads de los años 60, y estos tatuajes a menudo presentan explícitamente contenido racista.
En Alemania, España y el Países Bajos, la marca de ropa Lonsdale ha sido popular entre algunos skinheads Neonazi. Esto se debía en parte porque las cuatro letras medias de Lonsdale, NSDA, es casi igual a la abreviatura usada para el nombre del partido político de Adolf Hitler, el Nationalsozialistische Deutsche Arbeiterpartei (NSDAP). La marca Lonsdale ha sido muy popular con skinheads no-racistas durante décadas, y la compañía ha patrocinado campañas y acontecimientos antirracistas, al igual que ha rechazado entregar productos detallistas a reconocidos neonazis.

## Miembros de notables organizaciones relacionadas con White power skinhead

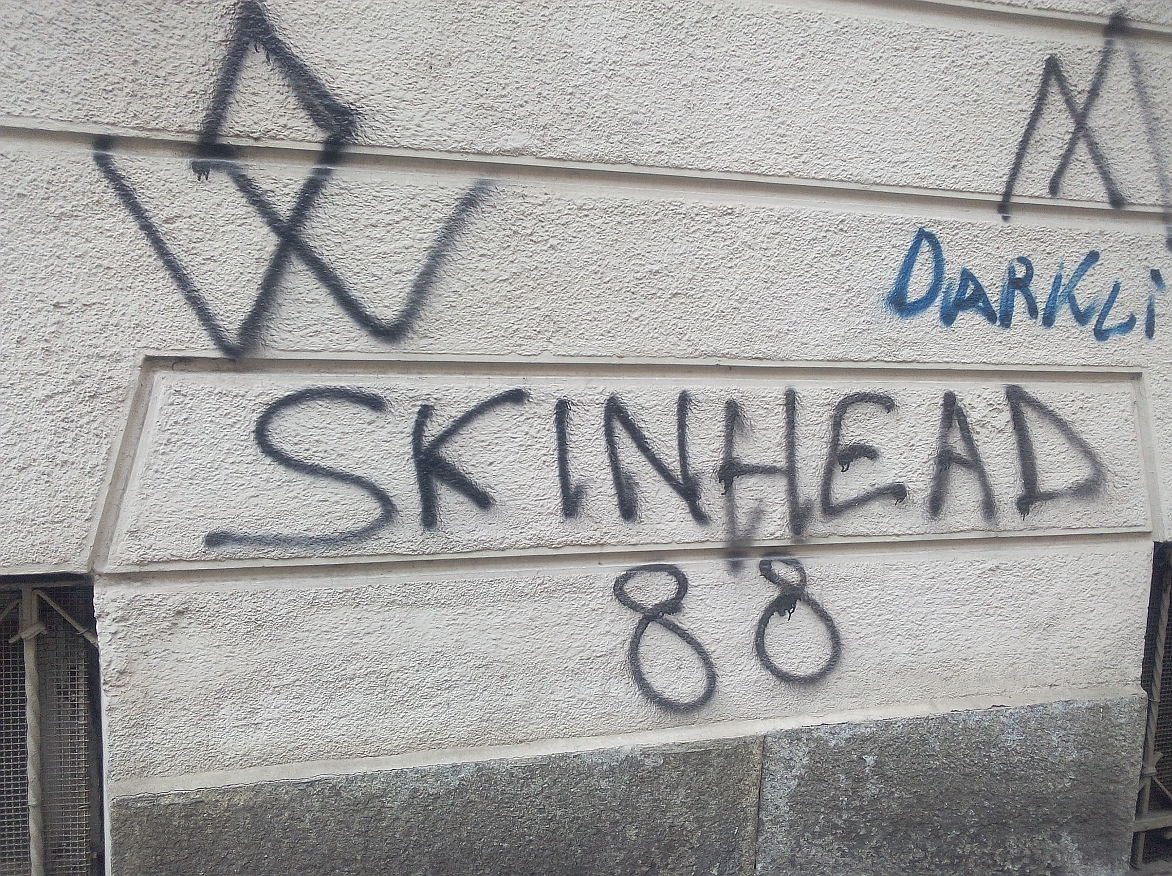
Skinhead 88, grafiti en Turin (Italia)

- Aryan Guard
- Sangre y Honor
- Movimiento británico
- Combat 18
- Frente de patrimonio
- Hammerskins
- Frente nacional
- Volksfront
- Resistencia Aria Blanca

## Bandas con miembros de White power skinhead
- Kolovrat
- Landser
- Macht und Ehre
- Ningún Remordimiento
- Skrewdriver (Originalmente una banda no-racista de punk-rock)
- Skullhead                           * Der Stürmer                          * Aryan Kampf 88                         * Gestapo SS                        * Estandarte 88

## Representaciones en películas y videojuegos
- Adam's Apples (2005)
- American History X (1998)
- El creyente (2001)
- Dead Bang (1989)
- Erasing Hate (2011)
- Ethnic Cleansing (videojuego) (2002)
- Green Room (film) (2015)
- Higher Learning (1995)
- I.D. (1995)
- Ill Manors (2012)
- Imperium (2016)
- The Infiltrator (1995)
- Made in Britain (1983)
- Manhunt (videojuego) (2003)
- Neo Ned (2005)
- Pariah (1998)
- Orange is the New Black (2016)
- Pink Floyd – The Wall (1982)
- Romper Stomper (1992)
- Russia 88 (2009)
- Skinhead Attitude (2003)
- SKINHEAD REQUIEM (2012)
- Skinning (2010)
- SLC Punk! (1998)
- Sökarna (1993)
- Steel Toes (2006)
- This is England (2006)
- Tic Tac (1997)
- Skin Or Die (1998)
- White Terror (2005)